# Those Were the Days
"Those Were the Days" foi a primeira música lançada por Mary Hopkin, em 30 de agosto de 1968. A composição é creditada a Gene Raskin, que fez uma versão em inglês para a canção russa Дорогой длинною ("Dorogoi dlinnoyu"), escrita por Boris Fomin (1900-1948) com texto do poeta Konstantin Podrevskii. A música trata da reminescência sobre a juventude e o idealismo romântico.

## História
Embora a canção tenha sido popularizada no início da década de 1960 pelo grupo The Limelighters, Mary Hopkin foi quem escreveu a mais conhecida gravação, que foi produzida por Paul McCartney e se tornou o primeiro hit dos singles no Reino Unido e segundo nos Estados Unidos. A música foi traduzida para o castelhano (com o título "Que tiempo tan feliz"), para o francês (com o título "Le temps des fleurs"), para o italiano (com o título "Quelli erano giorni"),  para o alemão (com o título "Am jenem Tag") e para o português (com o título "Aqueles tempos", na voz da cantora da Jovem Guarda Joelma).
A versão de Mary Hopkin foi lançada no programa de televisão Opportunity Knocks, da BBC. A cantora Sandie Shaw também gravou a música, mas não teve o mesmo sucesso que a versão de Mary Hopkin.
Durante a década de 1970, quando o contrato de Mary Hopkin terminou com a Apple Inc., esta peça, junto com o single Goodbye, foram regravados pelo produtor Tony Visconti. Somente esta versão regravada pode ser encontrada em discos compilados, porque a Apple nunca permitiu o uso de suas gravações originais.
Em 2005, Dolly Parton lançou um cover desta música, que se tornou o título de seu álbum com essa música.
Mais de um século e cerca de 70 versões depois do lançamento da canção russa, o popstar russo Vitas regravou em 2010 a canção Dorogoi Dlinnoyu (Those Were the Days), assim sendo sua versão definitiva e em nova roupagem. ("Dorogoi Dlinnoyu" significa literalmente "pela longa estrada".) A canção é produzida por Sergey Pudovkin e foi regravada especialmente também para a turnê de Vitas Noite Agitada e também para seu CD Obras-primas de três séculos (Шедевры трёх веков; 2010).